# Gmina Rannu
Gmina Rannu (est. Rannu vald) – gmina wiejska w Estonii, w prowincji Tartu.
W 2017 roku gmina Rannu połączyła się z gminami Konguta, Puhja i Rõngu tworząc gminę Elva.
W skład gminy wchodzą:
- 2 miasta: Kureküla, Rannu,
- 17 wsi: Ervu, Järveküla, Kaarlijärve, Kipastu, Koopsi, Kulli, Neemisküla, Noorma, Paju, Sangla, Suure-Rakke, Tamme, Utukolga, Vallapalu, Vehendi, Verevi, Väike-Rakke.